# Ratangarh (Madhya Pradesh)
Ratangarh è una suddivisione dell'India, classificata come nagar panchayat, di 7.004 abitanti, situata nel distretto di Neemuch, nello stato federato del Madhya Pradesh. In base al numero di abitanti la città rientra nella classe V (da 5.000 a 9.999 persone).

## Geografia fisica
La città è situata a 24° 50' 41 N e 75° 06' 22 E.

## Società

### Evoluzione demografica
Al censimento del 2001 la popolazione di Ratangarh assommava a 7.004 persone, delle quali 3.571 maschi e 3.433 femmine. I bambini di età inferiore o uguale ai sei anni assommavano a 1.041, dei quali 553 maschi e 488 femmine. Infine, coloro che erano in grado di saper almeno leggere e scrivere erano 4.553, dei quali 2.674 maschi e 1.879 femmine.